# Bengalische Sprache
Die bengalische Sprache (auch Bengali, Eigenbezeichnung বাংলা bāṃlā T [baŋla]) gehört zum indoarischen Zweig der indoiranischen Untergruppe der indogermanischen Sprachen. Bengalisch wird von über 200 Millionen Menschen, hauptsächlich in Bangladesch und Indien (Bundesstaat Westbengalen), als Muttersprache gesprochen. Damit gehört das Bengalische zu den meistgesprochenen Sprachen der Welt.

## Klassifikation
Das Bengalische zählt zusammen mit der assamesischen Sprache zu den bengalisch-assamesischen Sprachen, die auch Gauda-Kamarupa-Sprachen heißen. Diese Gruppe bildet zusammen mit dem Oriya die ostindoarischen Sprachen, die nach dem Magadhan-Prakrit, auf das sie zurückgehen, auch Magadhan-Sprachen genannt werden. Das Ostindoarische wiederum ist eine Untergruppe der indoarischen Sprachen, die zum indoiranischen Zweig der indogermanischen Sprachfamilie gehören.

## Verbreitung und Sprecherzahl

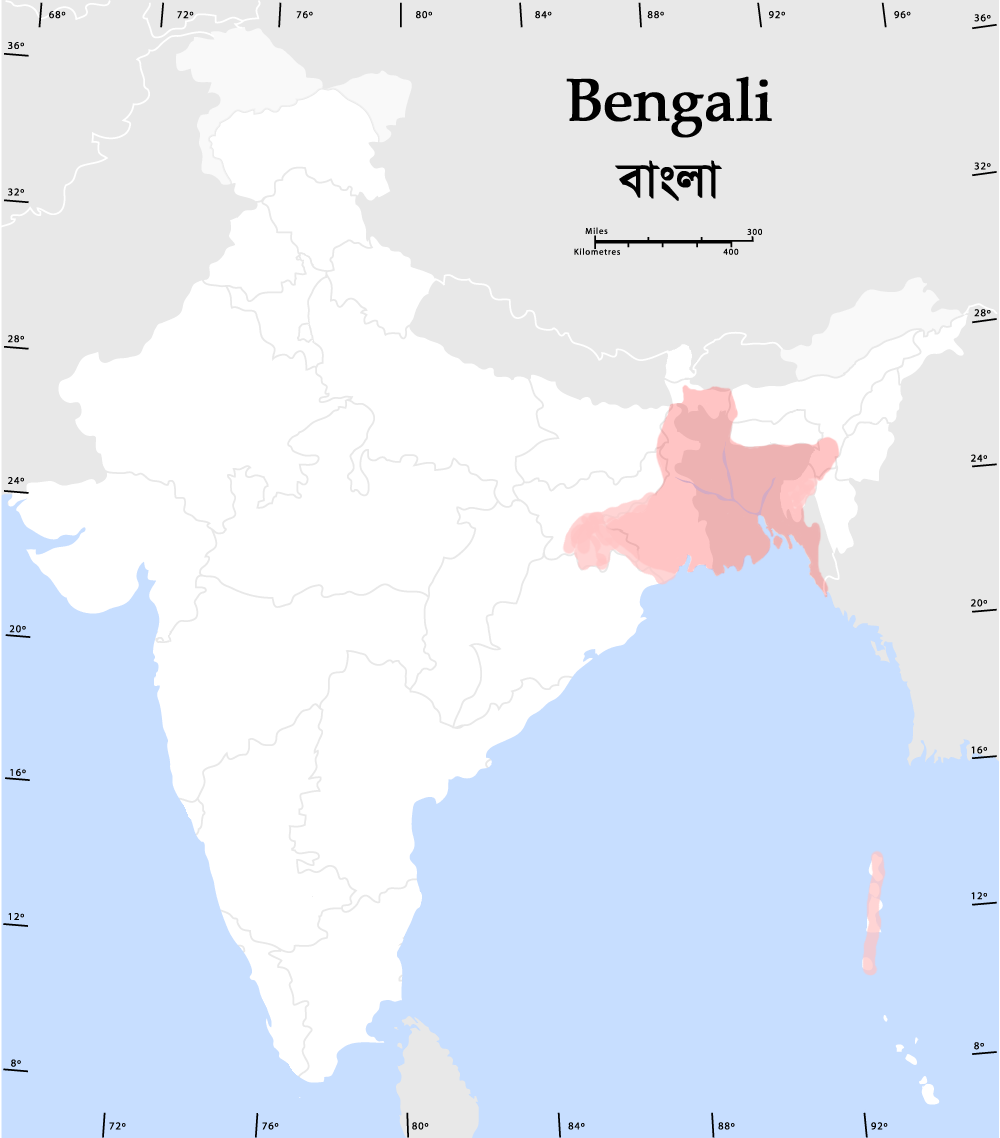
Ungefähres Verbreitungsgebiet der bengalischen Sprache in Südasien

Bengalisch wird in der Region Bengalen im Osten des indischen Subkontinents sowie in der weltweiten Diaspora gesprochen. Es ist die Hauptsprache Bangladeschs und des indischen Bundesstaates Westbengalen. In Bangladesch sprechen laut der Volkszählung 2011 rund 108 Millionen Menschen Bengalisch als Muttersprache. Dies entspricht fast 99 Prozent der Gesamtbevölkerung. In Indien wird Bengali laut der dortigen Volkszählung 2011 von 97 Millionen Menschen als Muttersprache gesprochen. Damit ist das Bengalische die Sprache mit den zweitmeisten Sprechern in Indien; nur Hindi hat mehr. In den Bundesstaaten Westbengalen und Tripura stellen Bengalisch-Sprecher die Bevölkerungsmehrheit. Größere bengalischsprachige Minderheiten gibt es auch in den Bundesstaaten Assam, Jharkhand, Bihar und Odisha. Größere Gruppen von Bengalisch-Sprechern in der Diaspora finden sich unter anderem in den Vereinigten Staaten (260.000), im Vereinigten Königreich (220.000 allein in England und Wales) sowie in den Golfstaaten.
Das Bengalische dient in Bangladesch und in den indischen Bundesstaaten Westbengalen und Tripura als Amtssprache. Auf überregionaler Ebene ist es in Indien als eine von 22 Verfassungssprachen anerkannt.

## Schrift

„Ich liebe dich“ in bengalischer Schrift, transkribiert: Ami tomake bhalobashi

Bengalisch wird in einer eigenen Schrift geschrieben. Es handelt sich dabei um eine Brahmi-Schrift, die mit der Devanagari, mit der unter anderem Hindi und Sanskrit geschrieben werden, verwandt ist. Das Alphabet besteht aus elf Vokalzeichen und 36 Konsonantzeichen. Neben zehn Vokalkurzzeichen, die in silbischen Verbindungen den dem Konsonanten folgenden Vokal kennzeichnen, gibt es drei sekundäre Lautzeichen zur Kenntlichmachung der Aussprache des Vokals (nasaliert, behaucht). Es existieren über 200 weitere Schriftzeichen für Konsonant-Vokal-Verbindungen und Konsonantencluster aus zwei oder drei Konsonanten, aus deren Form sich Art und Abfolge der Einzelbuchstaben jedoch weitgehend erschließen lassen.
Bengalische Ziffern werden mit eigenen Zahlzeichen geschrieben; zunehmend werden jedoch die international gebräuchlichen Indischen Ziffern verwendet.

## Grammatik
Bengalisch folgt der Subjekt-Objekt-Verb-Satzstellung. Es verwendet Postpositionen. Es gibt kein grammatikalisches Geschlecht.
Adjektive und Substantive verändern sich wenig. Verben verändern sich häufig je nach Person, Zeit und Höflichkeitsform, jedoch nicht nach dem Numerus.

## Geschichte
Die ältesten literarischen Zeugnisse der bengalischen Sprache sind die Charyapada, eine Sammlung von 47 Liedern verschiedener Dichter, die bereits vor 1000 n. Chr. geschrieben wurde. Dies sind mystische Lieder, die von verschiedenen buddhistischen Seher-Dichtern komponiert wurden: Luipada, Kanhapada, Kukkuripada, Chatilpada, Bhusukupada, Kamlipada, Dhendhanpada, Shantipada, Shabarapada usw. Zwischen den Jahren 1350 bis 1800 wurden viele literarische Werke mit religiösen Themen verfasst. Aufgrund der Sammlungsbemühungen der Nepal Royal Court Library, später auch der Asiatic Society, war eine Wiederentdeckung möglich.
Die Zeitleiste der bengalischen Literatur ist in zwei Perioden unterteilt – mittelalterliche (1360–1800) und moderne (nach 1800). Die mittelalterliche bengalische Literatur besteht aus verschiedenen poetischen Genres, darunter hinduistische religiöse Schriften (z. B. Mangalkavya), islamische Epen (z. B. Werke von Syed Sultan und Abdul Hakim (Dichter)), Übersetzungen von Sanskrit, arabischen und persischen Texten, Vaishnava-Texten (z. B. Biografien von Chaitanya Mahaprabhu), und weltliche Texte muslimischer Dichter (z. B. Werke von Alaol).
Eine sprachwissenschaftliche Untersuchung der bengalischen Grammatik, Vocabolario em idioma Bengalla, e Portuguez dividido em duas partes, wurde erst in den Jahren 1734–1742 von dem Portugiesen Manuel da Assumpção verfasst, der in Bhawal Missionsarbeit leistete. Im 19. Jahrhundert wurde die Sprache hauptsächlich von Ram Mohan Roy, Ishwarchandra Vidyasagar, und Rabindranath Tagore systematisiert. Vidyasagar schrieb das Sadhu Bangla, woraus später das Barna-Parichaya entwickelt wurde, ein Text, der noch immer eine große Rolle im Sprachunterricht in bengalischen Schulen spielt. Das erste gedruckte Buch in Bengali ist ein Bengeli-Grammatikbuch. Dieses Buch wurde 1776 von Nathaniel Brassey Halhed geschrieben. William Carey von Serampore übersetzte die Bibel ins Bengalische und veröffentlichte sie 1793 und 1801.
Mitte des 19. Jahrhunderts wurden Romane in die bengalische Literatur eingeführt. Rabindranath Tagore, Dichter, Dramatiker, Schriftsteller, Maler, Essayist, Musiker und Sozialreformer, ist die weltweit bekannteste Figur der bengalischen Literatur. Er gewann 1913 den Nobelpreis für Literatur. In der zweiten Hälfte des 19. Jahrhunderts begannen auch muslimische Religionsgelehrte zunehmend auf die bengalische Sprache zurückzugreifen. Einer der Pioniere in dieser Hinsicht war Muhammad Naimuddin (1832–1908), der 1873 mit seinem Werk Jobdātal masāyel (Zubdat al-masāʾil; „Essenz der Streitfragen“) das erste islamische Rechtshandbuch auf Bengalisch veröffentlichte und 1892 mit der Publikation einer bengalischen Koranübersetzung begann, die auch einen umfangreichen Kommentar einschloss.
Die bengalische Sprache trug zur Herausbildung einer eigenen nationalen Identität im ehemaligen Ostpakistan und schließlich zur Entstehung eines unabhängigen Staates Bangladesch bei. Bangladesch war von 1947 bis 1971 ein Teil Pakistans, das aus den überwiegend islamischen Landesteilen Britisch-Indiens gebildet wurde. In den Jahren 1947–52 versuchte die Zentralregierung Pakistans, Urdu als einzige Amtssprache durchzusetzen. Dagegen agitierte die Bengalische Sprachbewegung, die vor allem von Intellektuellen und Studenten getragen wurde. Besondere Bedeutung erlangten die gewalttätigen Auseinandersetzungen zwischen protestierenden bengalischen Studenten und der pakistanischen Polizei am 21. Februar 1952 in Dhaka.
Auch im indischen Bundesstaat Assam kam es am 19. Mai 1961 und am 21. Juli 1986 zu Ausschreitungen, jeweils nachdem die Landesregierung Assams versucht hatte, Asamiya als einzige Amtssprache auch für die in Assam lebende bengalische Bevölkerung einzuführen.
In der Zeit nach der Teilung umfasst die bengalische Literatur die Literaturen von Bangladesch und Westbengalen.

## Belege
1. ↑  Colin P. Masica: The Indo-Aryan Languages. 1991, S. 446–463.
2. ↑  Bangladesh Bureau of Statistics: Population and Housing Census 2011, S. 149. (Memento vom 5. Oktober 2015 im Internet Archive)
3. ↑  Census of India 2011: Data on Language and Mother Tongue. Part A: Distribution of the 22 scheduled languages-India/States/Union Territories – 2011 census.
4. ↑  United States Census Bureau: Detailed Languages Spoken at Home and Ability to Speak English for the Population 5 Years and Over for United States: 2009–2013.
5. ↑  2011 Office for National Statistics: 2011 Census: Quick Statistics for England and Wales, March 2011.
6. ↑  Sufia M. Uddin: Constructing Bangladesh. Religion, Ethnicity, and Language in an Islamic Nation. S. 78–81 und 96–116.